# Le Retour de Judith à Béthulie
Le Retour de Judith à Béthulie (en italien : Ritorno di Giuditta a Betulia) est un tableau, peint vers 1470 par Sandro Botticelli.
Cette tempera sur panneau de petit format, 31 × 24 cm et son pendant, La Découverte du cadavre d'Holopherne, conservés aux Offices de Florence, illustrent l'épisode biblique décrit dans le livre deutérocanonique et apocryphe de Judith, et l'assassinat du général assyrien Holopherne par une jeune et belle veuve juive, Judith.
Leurs petites dimensions semblent de toute évidence se rapporter à une peinture d'usage privé, destinée à être vue de près.

## Thème
Judith tel que le rapporte le Livre de Judith et aux détail de l'iconographie chrétienne, tue Holopherne pour sauver le peuple juif de ce conquérant :
elle invoque le Seigneur en silence, puis

« Elle s'avança alors vers la traverse du lit proche de la tête d'Holopherne, en détacha son cimeterre, puis s'approchant de la couche elle saisit la chevelure de l'homme et dit : « Rends-moi forte en ce jour, Seigneur, Dieu d'Israël ! ». Par deux fois elle le frappa au cou, de toute sa force, et détacha sa tête. Elle fit ensuite rouler le corps loin du lit et enleva la draperie des colonnes. Peu après elle sortit et donna la tête d'Holopherne à sa servante, qui la mit dans la besace à vivres, et toutes deux sortirent du camp comme elles avaient coutume de le faire pour aller prier. Une fois le camp traversé elles contournèrent le ravin, gravirent la pente de Béthulie et parvinrent aux portes. »

— Judith 13.6-10
La scène proposée est la fin décrite de cet événement.

## Données historiques
Le nom du propriétaire des deux panneaux est documenté à partir du XVIe siècle. Ils sont offerts à Bianca Cappello, la seconde épouse de François Ier de Médicis, par le sculpteur et peintre Ridolfo Sirigatti, afin de « décorer un bureau, avec des peintures et des statues antiques ». Légués à son fils Antoine de Médicis par le Grand-duc de Toscane, les deux tableaux sont répertoriés, entre 1587 et 1632, année de leur entrée dans les collections des Offices, dans l'inventaire du Casino Mediceo di San Marco. Comme le précise cet inventaire, un cadre en noyer les réunissait, constituant ainsi un diptyque. Les documents sont manquants pour confirmer que cette disposition était celle prévue à l'origine par le peintre ou le commanditaire.

## Attribution et datation
Les historiens s'accordent pour l'attribution à Botticelli, comme une œuvre de jeunesse, mais sont divisés quant à sa datation. Le rapprochement stylistique du visage de Judith, au dessin cependant moins défini, avec celui de la Force, tableau allégorique représentant cette vertu et commandé en 1470, plaide pour une exécution antérieure, soit à la fin des années 1460 ou au début de l'année 1470.

## Description
L’iconographie de Judith est traditionnellement déclinée en deux modes. Le premier la représente sortant triomphante de la tente, avec la tête d'Holopherne et le cimeterre dégainé.
Le deuxième, plus rarement représenté, narre le récit de l'histoire de Judith où la violence atteint son paroxysme avec la décollation d'Holopherne.
Botticelli choisit les deux épisodes consécutifs à l'acte, soit la fuite du camp assyrien et le retour à Béthulie, objet du présent panneau et la découverte du cadavre du général par ses officiers. Il écarte totalement la signification politique de sa Judith. Mélancolique et songeuse, le regard perdu tourné vers le côté et non droit devant elle vers cette liberté nouvellement acquise, elle semble en arrêt et nous sommes les témoins du conflit intérieur qui l'anime. Elle tient dans sa main droite le cimeterre de justicière, encore souillé de sang et, dans sa main gauche, un rameau d'olivier la désignant symboliquement comme un agent de paix. Abra, sa servante, est dans une attitude opposée et suit Judith d'une démarche pressée. Elle emporte le macabre trophée, à demi enveloppé dans une étoffe et tient à son bras droit les bouteilles de vin vides qui ont permis d'enivrer Holopherne.
À l'arrière-plan, s'ouvre le vaste paysage de Béthulie, baigné d'une limpide atmosphère de début de journée, où des cavaliers assyriens assiègent les remparts de la ville.

## Analyse
Dans cette œuvre assurément de jeunesse, l'influence de la période d'apprentissage de Botticelli chez les orfèvres est reconnaissable par le soin apporté dans le traitement méticuleux de la forme. Son intérêt pour les expériences d'Antonio Pollaiuolo se traduit par une unité entre les figures et le paysage, caractérisé par le rythme de la ligne. La prise en main souple du cimeterre par Judith est un autre emprunt à Pollaiuolo ; il dérive de l'un des vingt panneaux de la tapisserie Parement brodé de saint Jean Fichier:Parato di san giovanni, su disegno di antonio del pollaiolo, secondam metà del XV sec, 07.JPG dessinés par ce peintre et conservés au Museo dell'Opera del Duomo, dans la capitale toscane.
Ronald Lightbown souligne l'incongruité entre la tête tranchée d'Holopherne, emportée par la servante Abra, dont les traits, la moustache blanche et les cheveux poivre et sel sont ceux d'une personne d'âge mur et son corps décapité, manifestement celui d'un jeune homme, découvert par ses officiers dans le deuxième panneau.

## Le thème de Judith par Botticelli
Considérée comme une œuvre autographe du peintre et représentative d'une phase de préparation ou d'étude du présent panneau, une première version du Retour de Judith à Béthulie est exécutée vers 1468-1469 ; d'un format légèrement inférieur (29,2 × 21,6 cm), elle est aujourd'hui conservée au Cincinnati Art Museum. Au verso se trouve une peinture animalière représentant deux cerfs et deux singes.
Le sujet est à nouveau abordé par Botticelli durant la dernière période de son activité avec Judith avec la tête d'Holopherne, que conserve le Rijksmuseum Amsterdam. D'une tonalité plus sombre, le tableau représente Judith sortant de la tente du général assyrien, tenant d'une main sa tête tranchée et de l'autre son cimeterre dégainé.

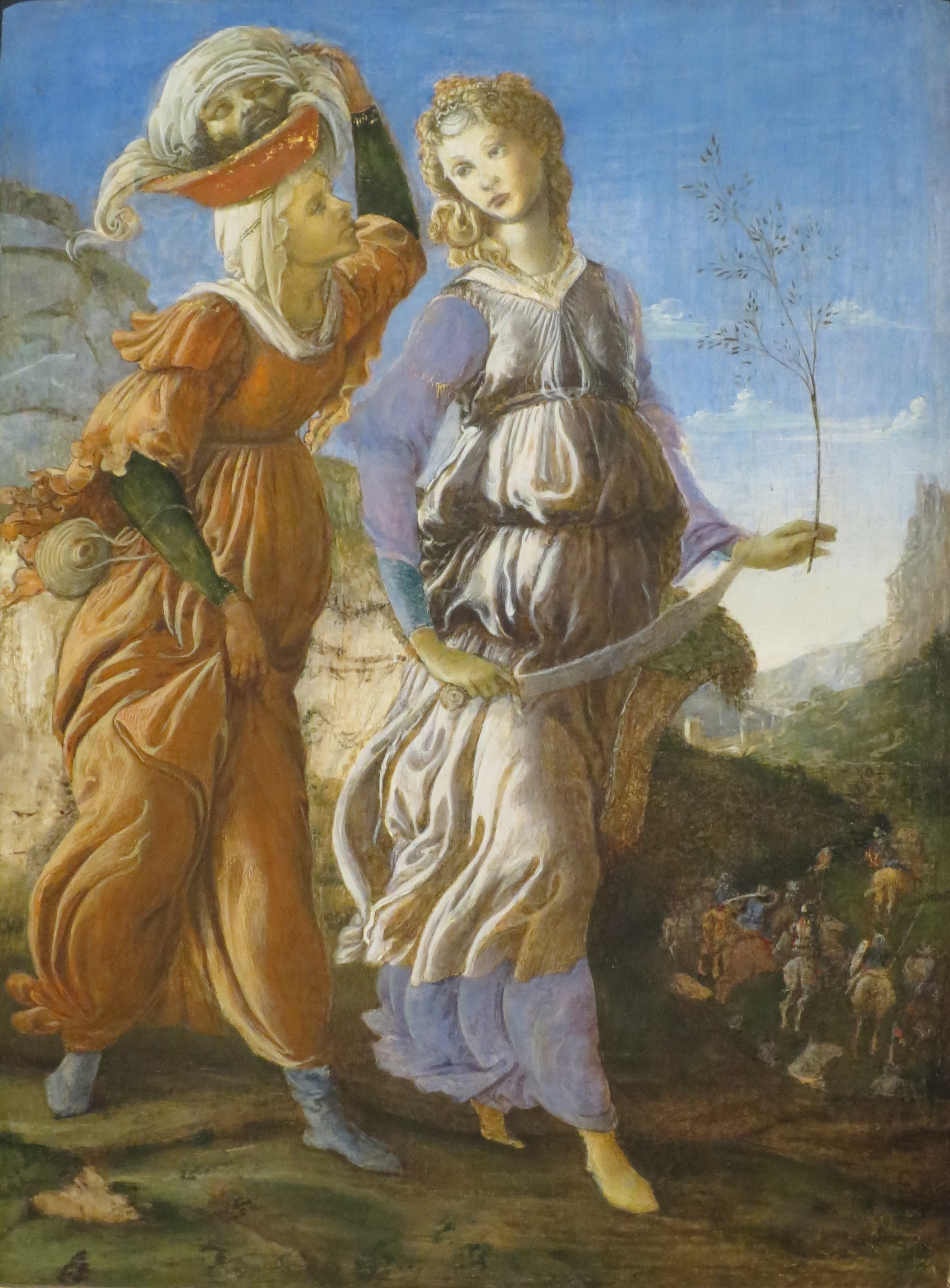
Le Retour de Judith à Béthulie, Cincinnati Art Museum.
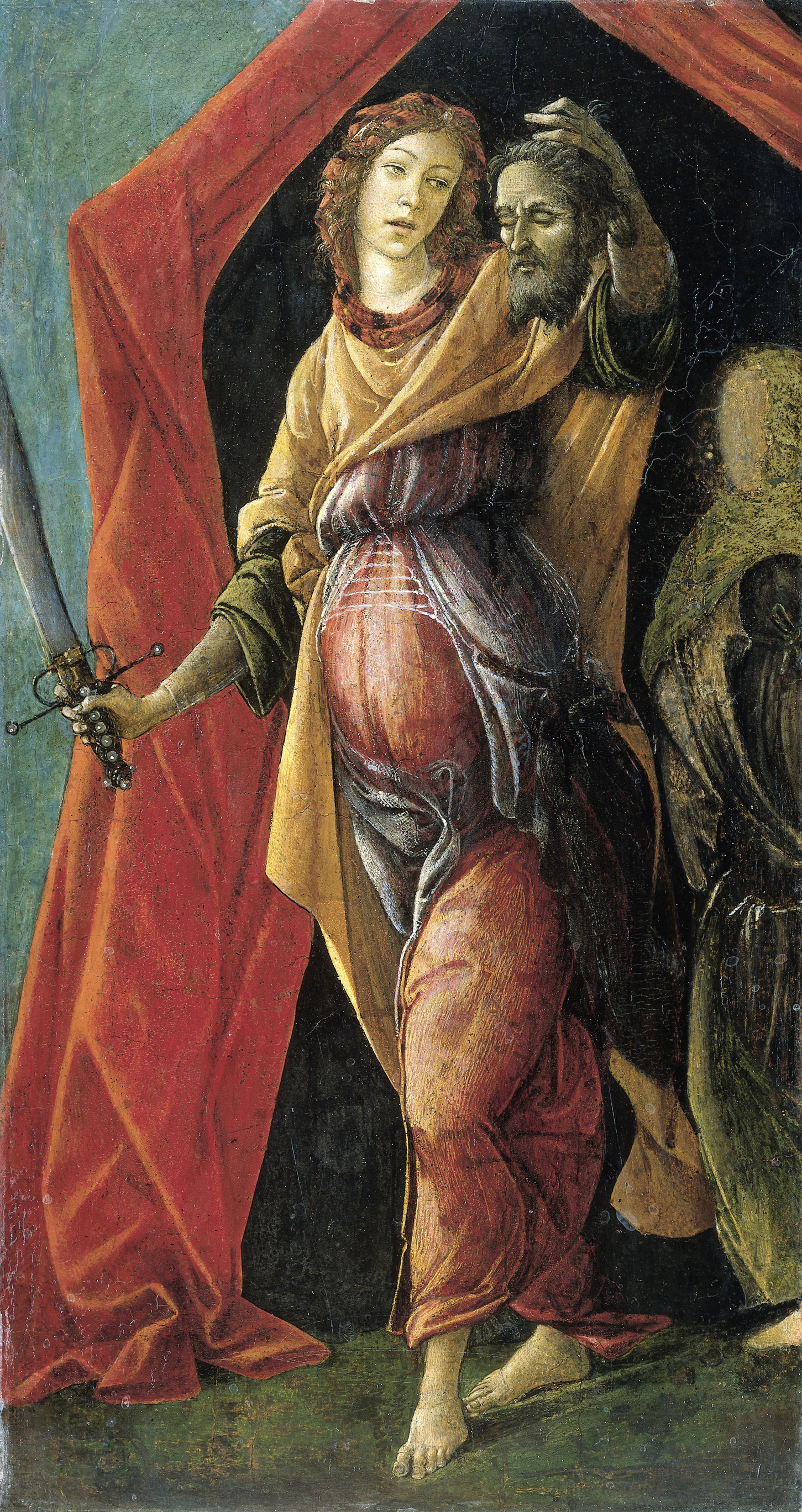
Judith avec la tête d'Holopherne, Rijksmuseum Amsterdam.

## Postérité
Le tableau fait partie du musée imaginaire de l'historien français Paul Veyne, qui le décrit dans son ouvrage justement intitulé Mon musée imaginaire.